# エアライン (雑誌)
『エアライン』（月刊エアライン、AIRLINE）は、日本のイカロス出版が刊行する旅客機情報専門月刊雑誌。

## 概要
1980年11月号(580円)を皮切りに、旅客機の情報や航空業界の就職情報を中心に扱う月刊誌として創刊された。当初は就職情報も大きなウェイトを占めていたものの、その後の1985年8月に、客室乗務員およびグランドスタッフなどの就職情報誌として『スチュワーデスマガジン』（2000年1月より『エアステージ』に改名）が創刊されたため、以降は、機材の情報や新路線の搭乗記などのサービス情報、航空業界情報など航空業界および旅客機ファン向けの情報に特化した内容になっていった。しかし、2010年現在も客室乗務員やグランドスタッフ以外の職種（総合職やパイロット、航空管制官）などの就職情報、就職関連の専門学校情報は掲載されている。2021年度から表紙や、中身のデザインが一新された。
2021年2月号で通巻500号達成。
創刊以来縦書き左開きだったが、2016年1月号からは鉄道雑誌で一般的な横書き右開きに変更された。
創刊当初旅客機に関する雑誌としては、本誌より歴史を持つ『月刊 翼』（つばさ出版社）があったが、1992年に休刊となった。

## データ
2021年1月現在
- 発行：イカロス出版
- 発売日：毎月30日（2月号・4月号のみ28日頃）
- 定価：1430円※1650円の時もある。
- 年間定期購読料：15000円（税込）
- 発行部数：10万部（あくまで自称であり、中立的な調査機関による調査によるものではない）